# Árni Frederiksberg
Árni Frederiksberg (Saltangará, 13 de junio de 1992) es un futbolista feroés que juega en la demarcación de extremo derecho para el KÍ Klaksvík de la Primera División de las Islas Feroe.

## Selección nacional
Tras jugar con la selección de fútbol sub-19 de Islas Feroe y la sub-21, finalmente hizo su debut con la selección absoluta el 11 de octubre de 2015 en un partido de clasificación para la Eurocopa 2016 contra Rumania que finalizó con un resultado de 0-3 a favor del combinado rumano tras los goles de Alexandru Maxim y un doblete de Constantin Budescu.

## Clubes
| Club         | País        | Año       | Partidos | Goles |
| ------------ | ----------- | --------- | -------- | ----- |
| NSÍ Runavík  | Islas Feroe | 2009-2018 | 240      | 77    |
| B36 Tórshavn | Islas Feroe | 2019-2020 | 64       | 19    |
| KÍ Klaksvík  | Islas Feroe | 2021-     | 162      | 69    |